# Richard Levins

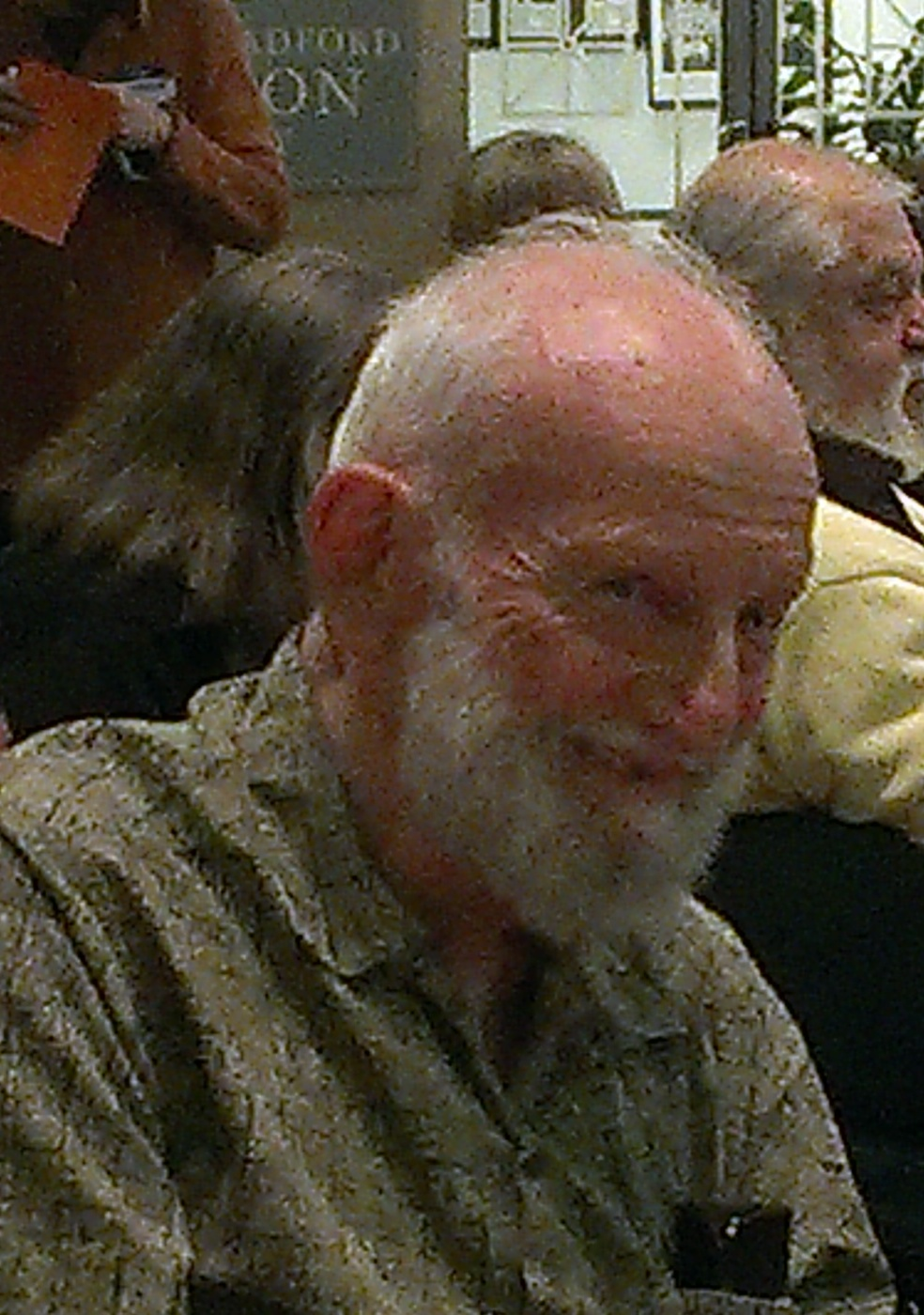
Richard 'Dick' Levins, PhD trong tiếng vỗ tay tại 2015/05/23 85 Dinner Birthday Tribute Hội nghị chuyên đề của mình

Richard Levins (phát âm IPA: /ˈrɪʧərd ˈlɛvɪnz/) là nhà khoa học người Mỹ chuyên về sinh thái học quần thể, chuyên gia về di truyền học quần thể. Ông sinh ngày 1 tháng 6 năm 1930, mất ngày 19 tháng 1 năm 2016.  Ông nguyên là giáo sư đại học tại Khoa Y tế Công cộng T.H. Chan thuộc đại học Harvard và là một nhà hoạt động chính trị lâu năm.  Ông nổi tiếng nhất trong nghiên cứu về tiến hoá quần thể, siêu quần thể và sinh - toán học.
Giáo sư Levins cũng đã viết về các vấn đề triết học trong sinh học và lập mô hình.  Một bài viết gây ảnh hưởng lớn của ông là “Sách lược Xây dựng Mô hình trong Sinh học Cộng đồng Dân cư” The Strategy of Model Building in Population Biology.  Ông có nhiều ảnh hưởng trên nhiều triết gia hiện đại về sinh học.  Gs. Levins là một nhà Mác-xít và nói rằng phương pháp luận trong Tiến hoá trong Thay đổi Các Môi trường [Evolution in Changing Environments] của ông đã được đặt cơ sở trên phần giới thiệu tác phẩm Grundrisse [Đóng góp vào phê bình kinh tế chính trị] của Mác, một bản nháp của Tư bản luận.  Cùng với nhà tiến hoá di truyền học Richard Lewontin (sinh năm 1929), Gs. Levín đã viết một số tác phẩm về phương pháp luận, triết lý, và những ý nghĩa xã hội của sinh học.  Nhiều công trình nghiên cứu này được chọn vào tuyển tập Nhà Sinh học biện chứng [The Dialectical Biologist].  Năm 2007, hai tác giả đã xuất bản một tuyển tập chuyên đề thứ hai gồm các bài tiểu luận có tựa đề Sinh học dưới Ảnh hưởng: Các Tiểu luận Biện chứng về Sinh thái học, Nông nghiệp và Sức khoẻ [Biology under Influence: Dialectical Essays on Ecology, Agriculture, and Health].